# Spring Ridge (Floride)
Spring Ridge est une census-designated place du comté de Gilchrist, dans l'État de Floride, aux États-Unis,. En 2020, elle compte une population de 442 habitants.